# La Défense Lincoln
Cet article concerne le film. Pour la série télévisée, voir La Défense Lincoln (série télévisée).
Pour plus de détails, voir Fiche technique et Distribution.
La Défense Lincoln (The Lincoln Lawyer) est un film de procès américain réalisé par Brad Furman et sorti en 2011. Il s'agit d'une adaptation du roman du même nom de Michael Connelly. En tête d'affiche, Matthew McConaughey incarne un avocat assurant la défense d'un riche playboy (Ryan Phillippe) accusé d'avoir agressé violemment une femme. Marisa Tomei y interprète l'ex-épouse de l'avocat.

## Synopsis
Mickey Haller (Matthew McConaughey) est un avocat du barreau de Los Angeles dont le bureau se trouve être la banquette arrière de sa Lincoln Town Car. Après avoir passé une partie de sa carrière à défendre des dealers, chauffards et bikers, il décroche enfin une affaire importante : assurer la défense de Louis Roulet (Ryan Phillippe), un riche playboy accusé d'avoir agressé violemment Reggie Campo (Margarita Levieva). Au cours de son enquête pour innocenter son client, Haller découvre que ce dernier pourrait être l'auteur d'un meurtre pour lequel Jésus Martinez (Michael Peña), un de ses anciens clients purge une peine de 15 ans de prison.

## Fiche technique
- Titre français : La Défense Lincoln
- Titre original : The Lincoln Lawyer
- Réalisation : Brad Furman
- Musique : Cliff Martinez
- Scénario : John Romano, d'après le roman du même nom de Michael Connelly
- Photographie : Lukas Ettlin
- Décors : Charisse Cardenas
- Costumes : Erin Benach
- Montage : Jeff McEvoy
- Son : Jussi Tegelman
- Production : Sidney Kimmel, Tom Rosenberg, Gary Lucchesi (en), Richard Wright et Scott Steindorff
  - Production déléguée : David Kern et Eric Reid
  - Coproduction : Ted Gidlow
- Sociétés de production : Lionsgate et Lakeshore Entertainment ; avec la participation de Sidney Kimmel Entertainment et Stone Village Pictures
- Société des effets spéciaux et visuels : Furious FX, Celluloid VFX, Sub/Par Pix et Tinsley Studio
- Sociétés de distribution : 
  -  États-Unis : Lionsgate
  -  Belgique : Starway Film Distribution
  -  Canada : Entertainment One
  -  France : Metropolitan Filmexport
  -  Suisse : Ascot Elite Entertainment Group
- Budget : 40 000 000 de dollars
- Format : Couleur - 2.35:1 • Format 35 mm - SDDS • Dolby Digital • DTS
- Pays de production :  États-Unis
- Langue originale : anglais
- Genre : thriller, film de procès
- Durée : 118 minutes
- Dates de sortie : 
  - États-Unis, Canada : 18 mars 2011
  - Belgique, France : 25 mai 2011
- Classification :
  -  États-Unis : « Rated R »
  -  France : tout public

## Distribution

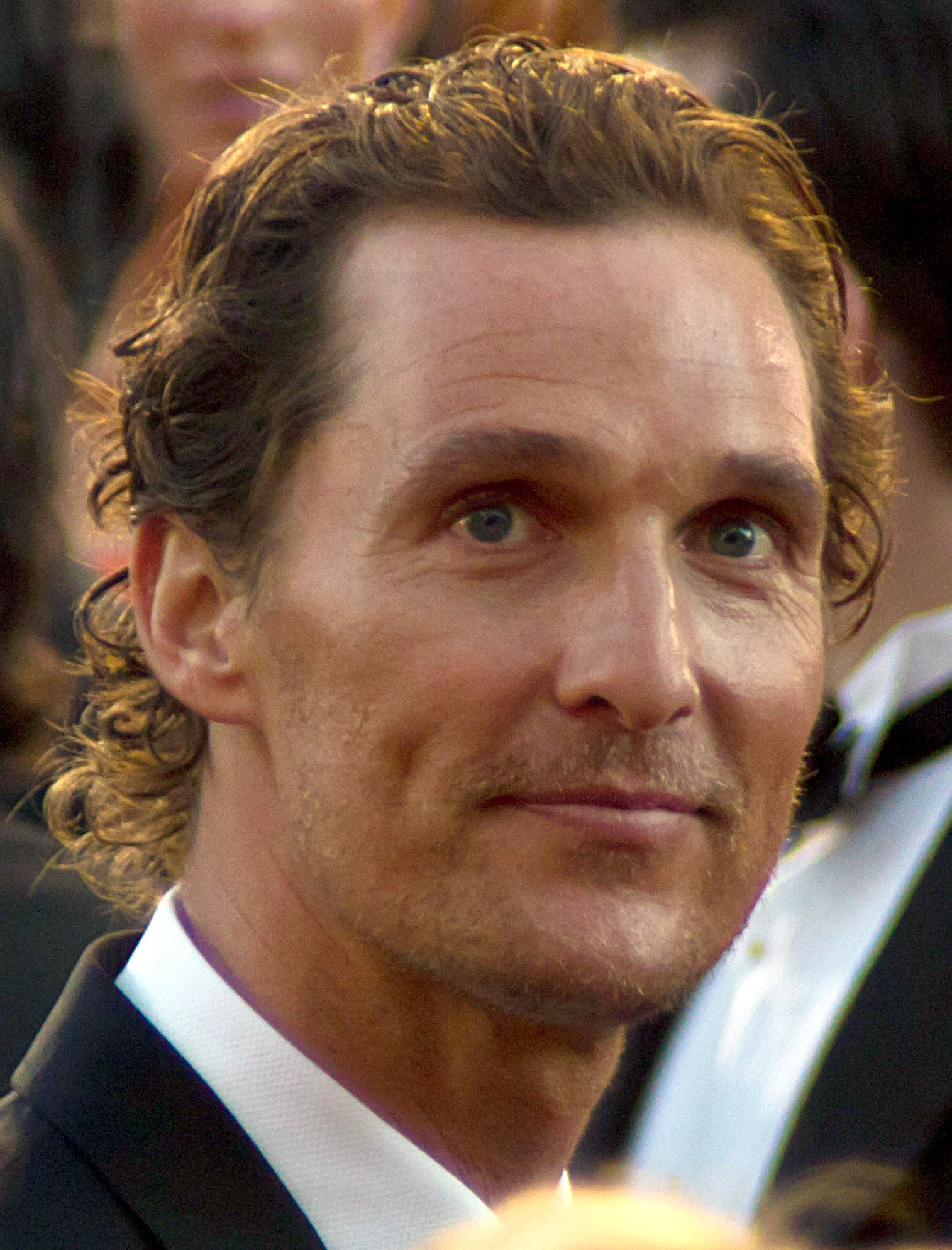
L'acteur principal Matthew McConaughey aux Oscars 2011.

- Matthew McConaughey (VF : Bruno Choël, VQ : Daniel Picard) : Mickey Haller (en)
- Ryan Phillippe (VF : Damien Ferrette, VQ : Martin Watier) : Louis Roulet, riche client de Mickey
- Marisa Tomei (VF : Déborah Perret, VQ : Isabelle Leyrolles) : Margaret McPherson, ex-épouse de Mickey
- William H. Macy (VF : Yves Beneyton, VQ : Benoît Rousseau) : Frank Levin, enquêteur de Mickey
- Michaela Conlin (VF : Chantal Baroin) : Détective Heidi Sobel
- Josh Lucas (VF : Alexis Victor, VQ : François Trudel) : Ted Minton, avocat de l'accusation
- Laurence Mason (VF : Frantz Confiac, VQ : Denis Roy) : Earl, chauffeur de Mickey
- Frances Fisher (VF : Blanche Ravalec, VQ : Diane Arcand) : Mary Windsor, mère de Louis Roulet
- John Leguizamo (VF : Bernard Gabay, VQ : Alain Zouvi) : Val Valenzuela, fournisseur de clients pour Mickey
- Michael Peña (VF : Pierre-François Pistorio, VQ : Benoit Éthier) : Jésus Martinez, ancien client de Mickey incarcéré
- Margarita Levieva (VF : Sandrine Molaro) : Reggie Campo, victime de Louis Roulet, prostituée occasionnelle
- Bob Gunton (VF : Georges Claisse, VQ : Jacques Lavallée) : Cecil Dobbs
- Reggie Baker (VF : Saïd Amadis) : le juge Fullbright
- Trace Adkins (VF : Gilles Morvan, VQ : Pierre Auger) : Eddie Vogel, biker
- Bryan Cranston (VF : Jean-Louis Faure, VQ : Gilbert Lachance) : Détective Lankford
- Michael Paré (VF : Philippe Vincent) : Détective Kurlen
- Shea Whigham (VF : Olivier Augrond) : DJ Corliss, codétenu
- Mackenzie Aladjem : Hayley Haller
- Pell James : Lorna Taylor, 2e ex-épouse de Mickey
- Katherine Moennig (VF : Odile Schmitt) : Gloria Larson, prostituée que Mickey aide gratuitement

## Production

### Musique
En plus de la musique originale composée par Cliff Martinez, le film contient de nombreuses chansons :
- Ain't No Love in the Heart of the City de Bobby Blue Bland.
- Monstracity de Marcus « Seige » White.
- Music d'Erick Sermon feat. Marvin Gaye.
- Don't Sweat the Technique d'Eric B. and Rakim.
- Nightcall de Kavinsky feat. Lovefoxxx.
- The Wilderness de Colin Smith.
- Bobblehead Girl de Danny Chaimson et The 11th Hour.
- Now d'Ari Hest (en).
- 107 Degrees de Citizen Cope.
- A Number for Yari Setty and the Miracle.
- I Remember de Deadmau5 & Kaskade.
- Hot Lazy Porch Swing de Melissa Dougherty.
- Moment of Truth de Gang Starr.
- California Soul (en) (Lincoln Lawyer Remix) de Marlena Shaw feat. Ya Boy, remixé par Damon Elliott et Brad Furman.

## Accueil

### Accueil critique
La Défense Lincoln reçoit en majorité des critiques positives. L'agrégateur Rotten Tomatoes rapporte que 83 % des 154 critiques ont donné un avis positif sur le film, avec une moyenne assez bonne de 6,6/10 . L'agrégateur Metacritic donne une note de 63 sur 100 indiquant des « critiques positives » .

### Box-office
Selon Box Office Mojo, La Défense Lincoln a rapporté près de 87 millions de dollars (58 en national, 28 à l'international) sur un budget estimé à 40 millions. En France, le film totalise plus de 251 000 entrées
| Pays ou région     | Box-office      | Date d'arrêt du box-office | Nombre de semaines |
| ------------------ | --------------- | -------------------------- | ------------------ |
| États-Unis/ Canada | 58 009 200 $    | 21 juillet 2011            | 18                 |
| France             | 251 039 entrées | 5 juillet 2011             | 6                  |
| Mondial            | 86 752 352 $    | -                          | -                  |

## Autour du film

### Série télévisée
En 2011, ABC commanda aux scénaristes le pilote d'une série télévisée basée sur le film qui deviendra La Défense Lincoln.